# Soligenes Hochmoor südlich Tandlmaier

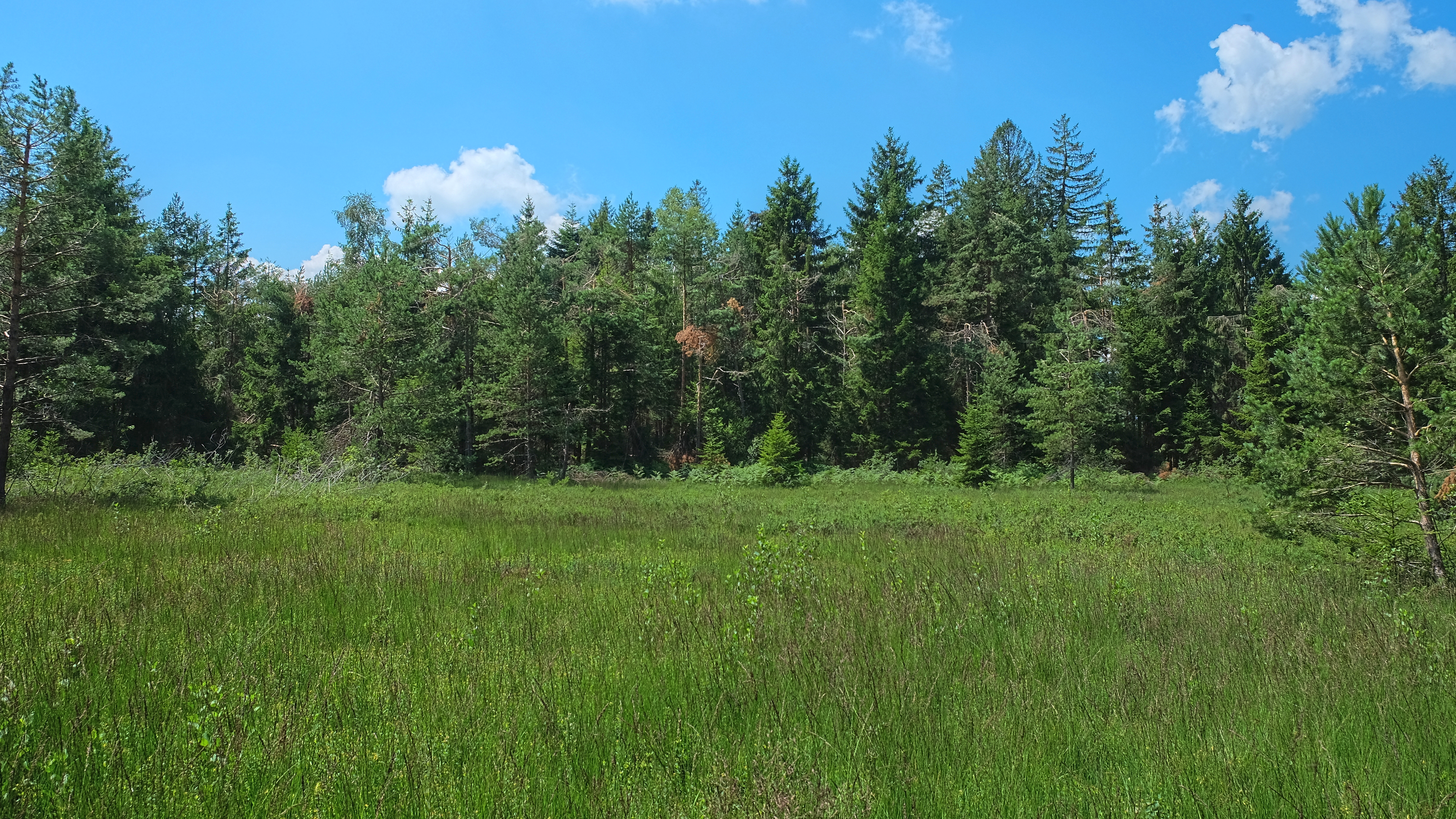
Hochmoor südlich Tandlmaier

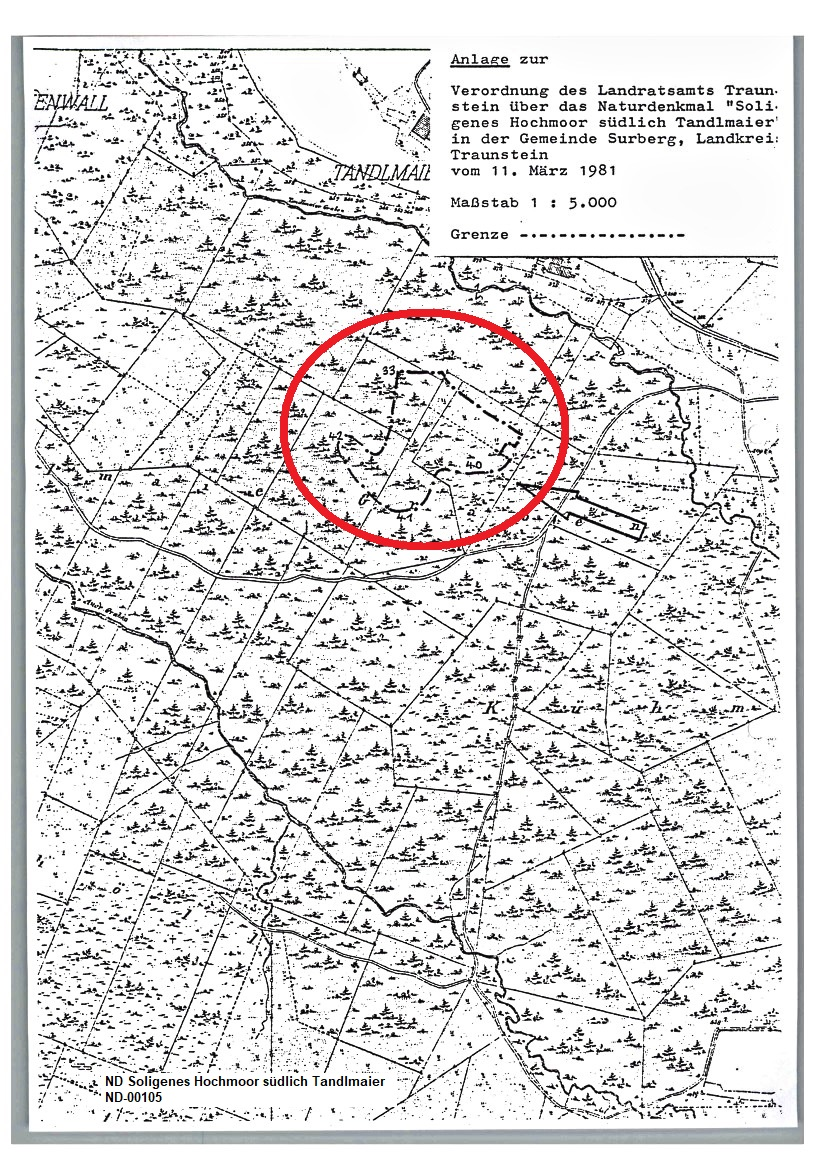
Lageplan Amtsblatt

Das Soligene Hochmoor südlich Tandlmaier in der Gemeinde Surberg ist ein 2,28 ha großes flächenhaftes Naturdenkmal im Landkreis Traunstein.
Es erhielt im März 1981 durch Verordnung des Landratsamtes Traunstein den Schutzstatus und wird vom Bayerischen Landesamt für Umwelt unter der Nummer ND-00105 gelistet.

## Schutzzweck
Das Hochmoor südlich Tandlmaier ist als flächenhaftes Naturdenkmal zu schützen, da es sich hier qualitativ um einen hochwertigen Biotop handelt und seine Erhaltung wegen seiner herausragenden Eigenart und Seltenheit, seiner ökologischen, wissenschaftlichen, floristischen und faunistischen Bedeutung im öffentlichen Interesse liegt.